# Judengasse (Trier)

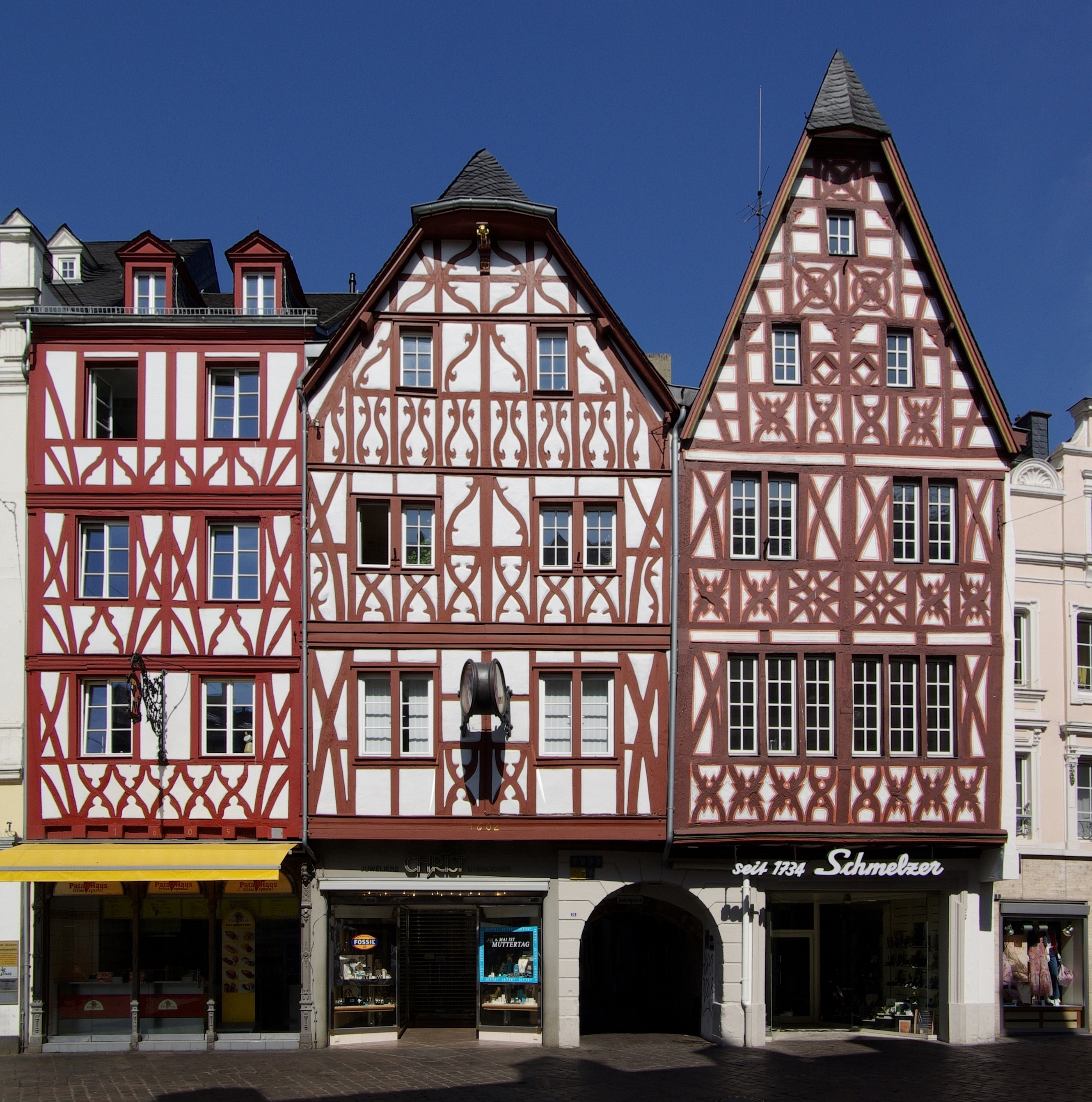
Fachwerkhäuser und Judenpforte (Außenseite)

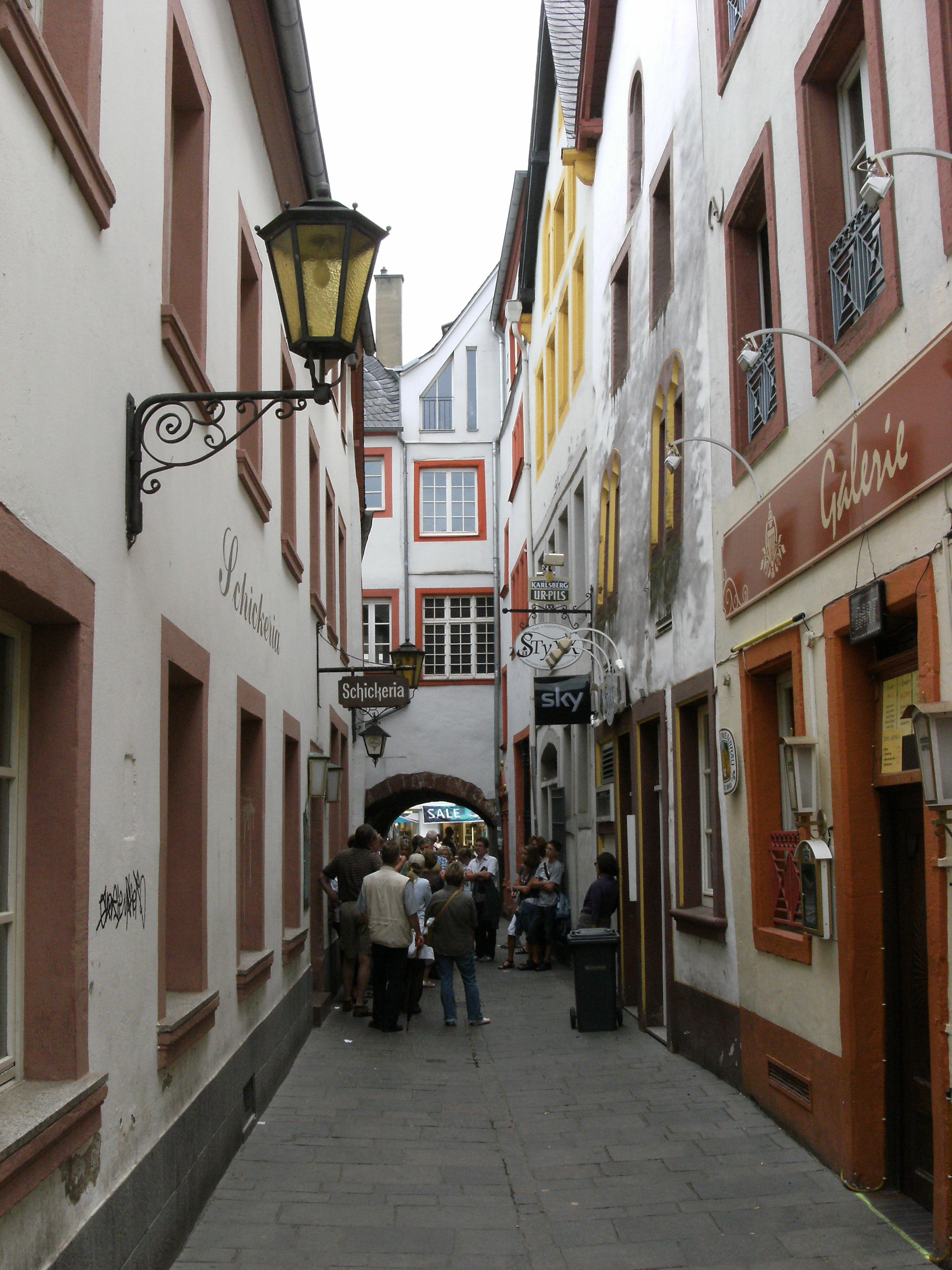
Judengasse und Judenpforte (Innenseite); das gotische Haus Nr. 2 rechts, mit Bogenfenstern

Die Judengasse in Trier erstreckt sich zwischen Simeon-, Jakob- und Stockstraße und verläuft vom Markt aus schräg von Südosten nach Nordwesten. Auf halber Strecke biegt sie nach Norden ab und mündet in die Stockstraße. Vermutlich an dieser Stelle ist außerdem der „Große Judenplatz“ urkundlich nachgewiesen. Platz und Gasse dienten der inneren Erschließung des Viertels, das im Jahr 1066 erstmals schriftlich erwähnt wurde und von großer Bedeutung für die Stadt und das Erzstift war. In der ersten Hälfte des 14. Jahrhunderts bestand das jüdische Viertel aus etwa 60 Häusern mit Synagoge, Gemeindehaus und anderen jüdischen Einrichtungen. Aus der Überlieferung über das Viertel im Mittelalter konnte sogar ein Grundstücksplan erstellt werden.
Vom Hauptmarkt aus kann man durch die Judenpforte die Judengasse betreten. Dieses Bauwerk wurde 1219 angelegt und 1607 bis 1608 umgebaut. Darüber befinden sich Fachwerkhäuser aus der Renaissance um 1600.
Bemerkenswert ist das Haus Judengasse 2; mit einem Keller von 1235 und einer erhaltenen Fassade von 1311 (im Parterre 1502 umgebaut, innen in den 1980er Jahren entkernt). Es ist eines der ältesten erhaltenen Häuser nachweislich jüdischer Bewohner im heutigen Deutschland. 
Mit der Verfolgung und Vertreibung der Juden im Jahr 1349 aus der Stadt und dem Erzstift endete auch die Geschichte des Judenviertels als Zentrum der jüdischen Präsenz in Trier. Heute finden sich in der Gasse unter anderem mehrere Gastronomiebetriebe. Die Stadt Trier hat sich in den vergangenen Jahren verstärkt um eine touristisch ansprechende und historisch angemessene Präsentation des Ensembles bemüht und zu diesem Zweck mit der Universität Trier ein neues Präsentationskonzept entwickelt.